# 考绍派尔
考绍派尔，是匈牙利贝凯什州所辖的一个村。总面积33.57平方公里，总人口1948，人口密度58.0人/平方公里（2011年1月1日）。